# Prycanowo
Prycanowo – wieś sołecka w Polsce położona w województwie mazowieckim, w powiecie makowskim, w gminie Różan.
Od 1 kwietnia 1939 do 30 grudnia 1959 w granicach Różana.
W latach 1975–1998 miejscowość administracyjnie należała do województwa ostrołęckiego.
Wierni Kościoła rzymskokatolickiego należą do parafii św. Anny w Różanie.